# Exalogic

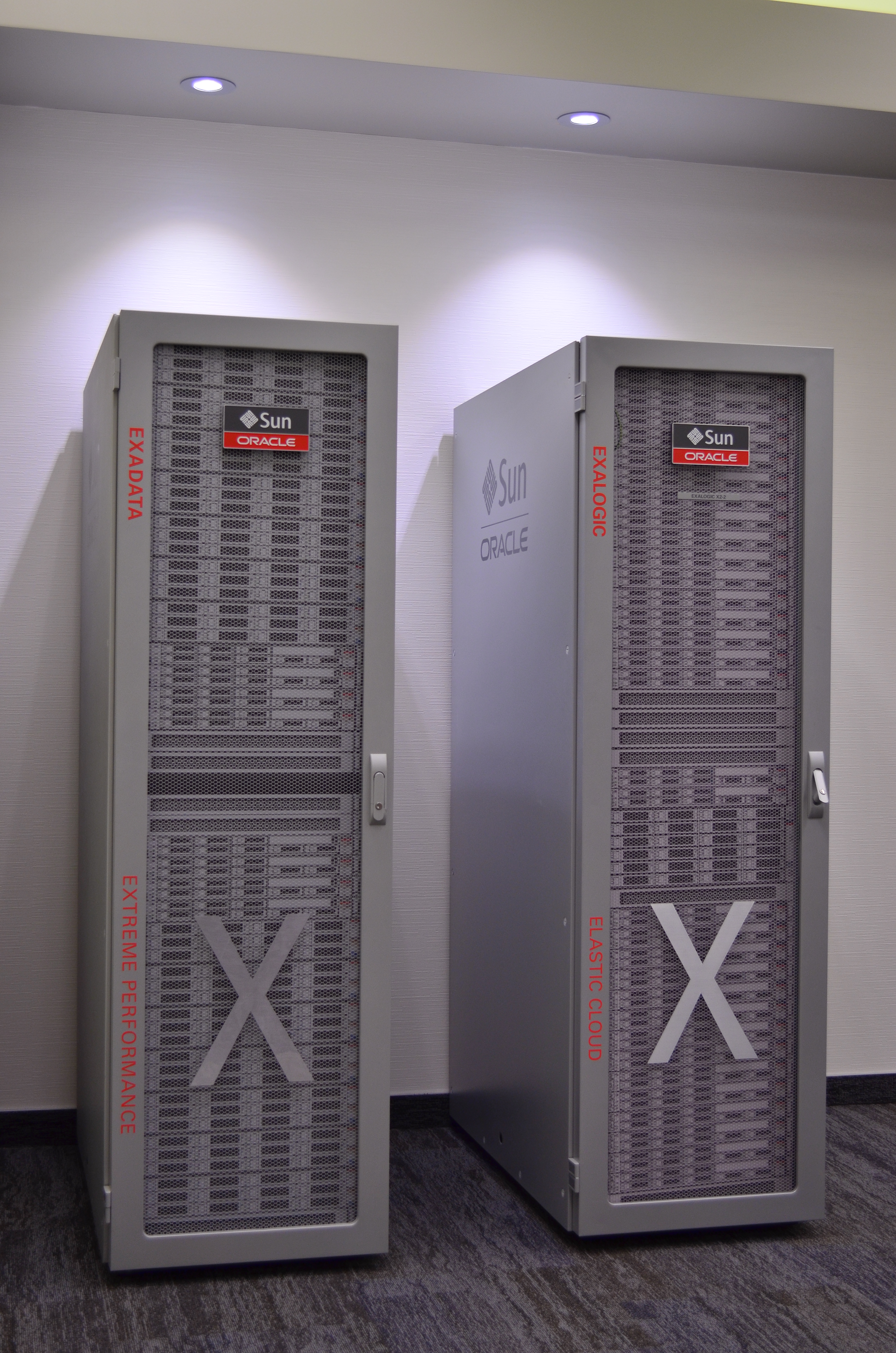
Exalogic (справа) рядом с комплексом Exadata (слева)

Exalogic — аппаратно-программный комплекс, серийно выпускаемый корпорацией Oracle с 2010 года, являющийся кластером серверов архитектуры x86-64, с предустановленным связующим и управляющим программным обеспечением. Основное предназначение — развёртывание серверных Java-приложений в среде Fusion Middleware, также может применяться для запуска Linux- или Solaris-приложений.
Полное торговое наименование — Oracle Exalogic Elastic Cloud (от экса-, рус. логика и рус. эластичное облако), до конца 2012 года модели снабжались суффиксом X2-2, в 2013 году — X3-2, а с конца 2013 года — X4-2. Позиционируется как кластер серверов приложений для организации частных облачных и эластичных вычислений.

## История
Exalogic впервые представлен на ежегодной конференции Oracle OpenWorld в Сан-Франциско в сентябре 2010 года как дополнение продуктовой линейки аппаратно-программных комплексов, начатой в 2008 году выпуском кластера серверов баз данных Exadata.
В декабре 2010 года корпорация анонсировала выпуск варианта Exalogic с узлами на базе шестнадцатиядерных RISC-процессоров SPARC T3. По состоянию на середину 2013 года Exalogic на базе SPARC серийно не выпускается и отсутствует в «дорожной карте» на следующие годы.
В середине 2012 года вышел второй выпуск Elastic Cloud Software — набора программного обеспечения, предустанавливаемого в комплекс. Вместе с этим выпуском добавился вариант предустановки на узлы гиперивзора Oracle VM, до этого поддерживалась возможность только хостовой установки Oracle Linux или Solaris. В то же время вышла также редакция Elastic Cloud Software для комплекса SPARC SuperCluster.
В октябре 2012 года на очередном ежегодном мероприятии OpenWorld представлено обновление комплексов — индекс сменился с X2-2 на X3-2, увеличено количество процессорных ядер и ёмкость установленной оперативной памяти на узлах, увеличена ёмкость системы хранения. В конце 2013 года выпущена следующая версия комплексов — X4-2, в ней увеличено количество процессорных ядер на узлах и вчетверо увеличена ёмкость встроенных твердотельных накопителей.

## Форма выпуска
Поставляется как предварительно собранный телекоммуникационный шкаф размером 42 юнита, наполненный серверным и сетевым оборудованием. Выпускается четыре варианта комплектации в зависимости от наполнении шкафа с различной стоимостью (по прейскуранту для покупателей из США):
- ⅛ шкафа (англ. eight rack) — $325 тыс.;
- ¼ шкафа (англ. quater rack) — $475 тыс.;
- ½ шкафа (англ. half-rack) — $675 тыс.;
- полный шкаф (англ. full rack) — $1,075 млн.

Масса полного шкафа составляет около тонны, четвертной шкаф вдвое легче.

## Аппаратное обеспечение
Аппаратная часть комплекса состоит из одноюнитовых серверов на базе двух процессоров Intel Xeon с двумя твердотельными накопителями в каждом для операционной системы и свопинга, общей для всех серверов системы хранения данных, коммутаторов InfiniBand и Ethernet. В первых выпусках X2-2 устанавливались шестиядерные процессоры частотой 2,93 ГГц, позднее — шестиядерные процессоры частотой 3,07 ГГц, в комплексах X3-2 — восьмиядерные Sandy Bridge частотой 2,9 ГГц, а в комплексах X4-2 — двенадцатиядерные частотой 2,7 ГГц. В каждом узле X2-2 устанавливалось 96 Гбайт оперативной памяти, начиная с версии X3-2 устанавливается 256 Гбайт на узел.
В полном шкафу — 30 двухпроцессорных узлов, в половинном — 16, в четвертном — 8, в получетвертном — 4. В каждом узле — 4 десятигигабитных порта Ethernet и один двойной порт InfiniBand. Система хранения данных во всех комплектациях поставляется одинаковая — ёмкостью 60 Тбайт пространства на SAS-дисках и 292 Гбайт на SSD-накопителях (в комплексах X2-2 дисковая ёмкость составляла 40 Тбайт). В официальных спецификациях и рекламной продукции особо указываются суммарные параметры для конфигураций, так, для полного шкафа X2-2 указывались 360 процессорных ядер и от 2,9 Тбайт оперативной памяти, для X3-2 — 480 ядер и 7,5 Тбайт оперативной памяти, а для X4-2 — 720 ядер и 7,5 Тбайт оперативной памяти. Номинальное энергопотребление полного шкафа около 13 КВт, пиковое — 17,5 КВт.

## Программное обеспечение
Заказчикам комплекса предоставляется выбор из двух 64-разрядных операционных систем, возможных к предустановке на узлы кластера: Oracle Linux версии 5.5 или Solaris выпуска 11 Express, а с середины 2012 года доступна возможность установки на узлы гипервизора Oracle VM. Также предустанавливается кластерная конфигурация сервера приложений WebLogic и распределённого оперативного кэша данных Coherence. Для запускаемых в кластере Java-приложений есть возможность использовать как виртуальную машину HotSpot, так и JRockit. Управление кластером осуществляется средствами инструментария Oracle Enterprise Manager. Опционально поставляется монитор транзакций Tuxedo.
Также начиная с середины 2012 года с версией Elastic Cloud Software 2.0 предустанавливаются специализированные средства балансировки нагрузки, прокси-сервер и SSL-акселератор Traffic Director, и специально под наименованием Exabus выделяется набор драйверов и прикладных программных интерфейсов для поддержки использования Infiniband в сетевых программах и прямого доступа к оперативной памяти других узлов. Оптимизации Weblogic, Coherence и Tuxedo для использования в комплексе фигурируют как «интеграция с Exabus». Стоимость Elastic Cloud Software до сентября 2013 года составляла $20 тыс. на два процессорных ядра (CPU-единица по метрике Oracle для архитектуры x86-64), после чего снижена вдвое.

## Критика
Марк Бениофф, основатель Salesforce.com, считает, что аппаратно-программный комплекс принципиально не может решить задачу масштабируемости для конечного заказчика, в сравнении с инфраструктурой, предоставляемой как услуга, а также отмечает, что концепция такого комплекса означает фактический возврат к концепции мейнфрейма, утратившей актуальность ещё в конце 1970-х годов. Кроме того, высказаны сомнения в корректности ссылки на эластичные вычисления в торговом наименовании продукта, указывается, что несмотря на возможность балансировки нагрузки в рамках нескольких приложений нет возможности функционирования выше предела вычислительных возможностей комплекса и конечный заказчик вынужден приобретать аппаратные мощности под пиковую нагрузку. Также отмечается, что подобного рода критика характерна для концепции частных облачных вычислений вообще, в том числе относится к новациям, предлагаемым EMC и Hewlett-Packard.